# Calculator tabletă

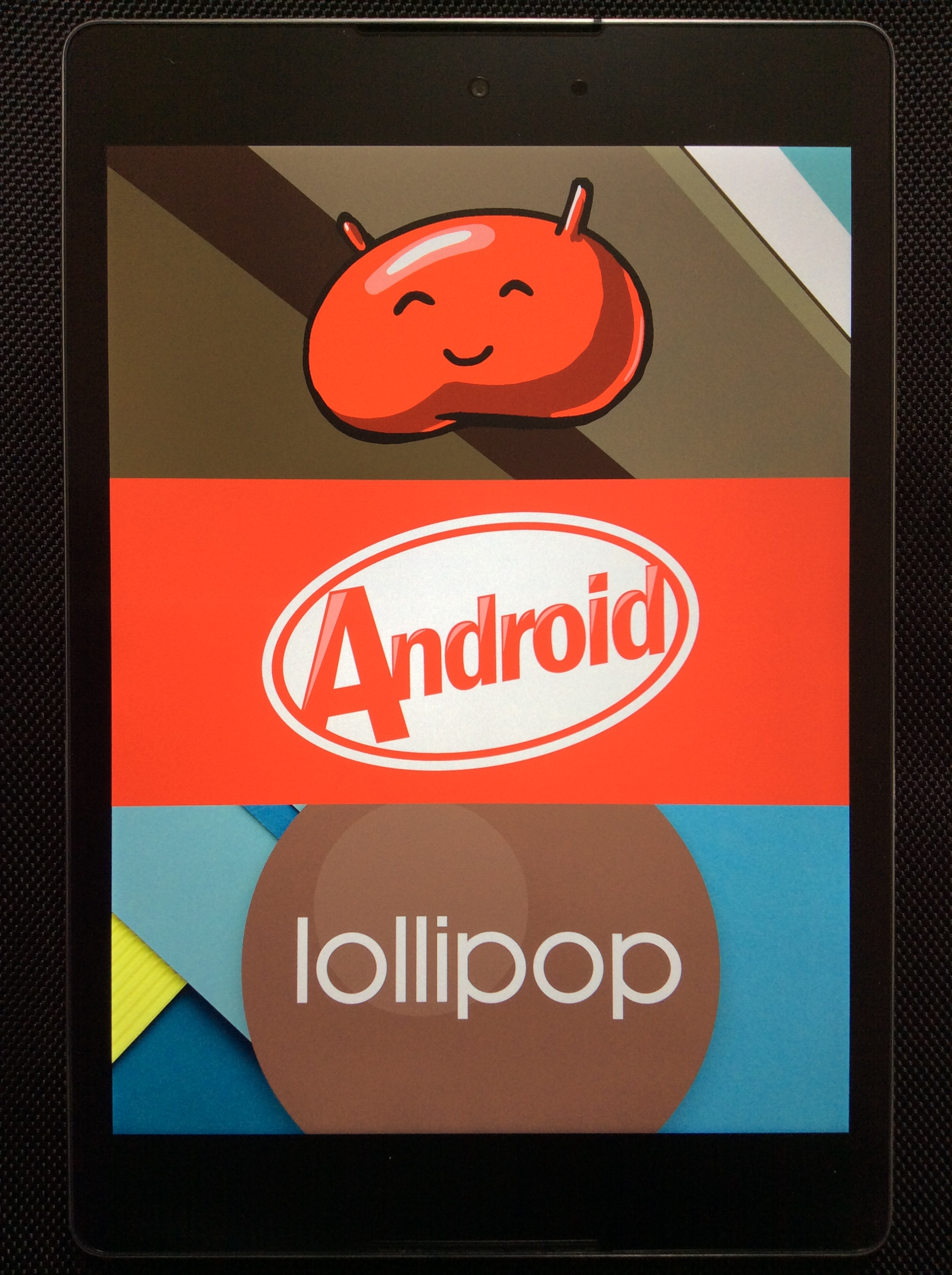
Calculator tabletă, model Google Nexus 9

Un calculator tabletă, numit și simplu tabletă sau tabletă PC (din engleză de la tablet computer sau tablet PC), este un tip constructiv de calculator portabil, devenit posibil prin continua miniaturizare a componentelor electronice precum și pe baza unor invenții tehnologice ingenioase.

## Caracteristici
Calculatorul tabletă are următoarele trăsături:
- este un calculator relativ mic, mobil (= conectabil fără fir la rețeaua de telefonie mobilă celulară GSM) și portabil. Face parte din clasa de dispozitive Internet mobile (Mobile Internet Devices, MID)
- Ecran relativ mare (cu diagonala începând de la cca 17,78 cm = 7 țoli), poate fi ținut cu una sau ambele mâini; sensibil la atingere (touchscreen - ecran tactil); color; bună rezoluție, asemănătoare cu cea a notebook-urilor (1366x768, 1280x720 etc.).
- Nu dispune de tastatură. La nevoie este afișată pe ecran o tastatură virtuală. La unele modele se poate atașa un pen și/sau o tastatură separată.
- Nu dispune de disc dur și nici de unitate de CD/DVD/Blu-ray. Dispune de obicei de o memorie internă de tip flash.
- Conectivitate fără fir la Internet prin Wi-Fi (WLAN), GSM (telefonie mobilă celulară) sau UMTS. Unele tablete folosesc tehnologia 4G. Eventual și conectivitate prin cablu la un ruter Internet. Acces deplin la Internet
- Unele tablete sunt din punct de vedere constructiv și funcțional PC-uri în miniatură care folosesc Windows sau Unix. Acest tip constructiv de PC se numește „PC tabletă”.
- Unele tablete oferă acces standard la sistemul de operare și la tot softwareul instalat, la fel ca la un PC obișnuit.
- Posibilități restrânse de conectare prin fir la diverse aparate / dispozitive suplimentare; uneori USB, HDMI, miniUSB.
- Unele modele dispun de 1 sau chiar 2 camere de luat vederi, cu rezoluții intre 0.3 si 8.0 Mega pixeli.
- Ca sursă de energie computerele tabletelă folosesc acumulatoare de mare capacitate (3200-9000 mAh), cu un timp de încărcare asemănător celui de la telefoanele mobile.
- Tot hardwareul calculatorului este construit și integrat în spatele ecranului (asemănător cu calculatoarele personale de tip all-in-one)
- Cu toate astea are o grosime acceptabilă și o greutate mică, fiind portabil, greutatea fiind între 350 si 600 de grame, în funcție si de dimensiune, iar grosimea medie mai mica de 10 milimetri.

## Funcționalitate
Ca funcționalitate, la apariția acestor dispozitive, o tabletă era axată cu precădere pe conținut online, datorită capacităților relativ mici de stocare și puterii reduse de procesare. De aici și denumirile de tabletă internet sau MID (Dispozitiv mobil pentru Internet din engleză Mobile Internet Device). Odată cu dezvoltarea procesoarelor și îmbunătățirea tehnologiilor, tabletele au ajuns să acopere o gamă largă de preocupări, permițând activitați din cele mai diverse:
- Vizualizarea și editarea documentelor de orice tip.
- Înregistrarea și redarea de conținut multimedia HD.
- Pot fi citite cărți electronice în orice format.
- Permite instalarea de aplicații noi.
- Permite accesul în rețeaua de internet prin conexiuni fără fir.
- Poate rula jocuri, de la cele mai simple până la jocurile 3D.
- Permite instalarea unui număr redus de dispozitive externe.
- Permite comunicarea prin intermediul rețelei de internet.

În istoria omenirii, niciodată nu a fost înmagazinată atâta putere de calcul într-un dispozitiv atât de mic. Pe viitor capabilitățile tabletelor PC vor crește și vor fi orientate către necesitățile cotidiene ale utilizatorului, pătrunzând și în mediile didactice și profesionale.

## Variante constructive de calculatoare tabletă
- Slate: desemnează varianta standard. Este o tabletă la care se poate atașa o tastatură reală (cu sau fără fir)
- Convertibil: un notebook cu tastatură reală integrată, dar care poate fi ascunsă prin glisare în spatele ecranului. Acesta este și modul normal de folosire.
- Hibrid: este o tabletă la care se poate atașa o tastatură reală de aceleași proporții, formând împreună un netbook; de ex. modelul Acer Iconia Tab W500
- Booklet: conțin 2 ecrane senzitive de tip touchscreen, dintre care unul afișează permanent o tastatură virtuală.

## Exemple de tablete
- Apple iPad - tabletă ajunsă acum la Generația a 4-a.
- Microsoft Tablet PC, conceptul inițial în 2001; succes pe piață mic; nu se mai produce.
- numeroase modele de PC-uri de tip constructiv tabletă, numite „PC-uri tabletă” (în engleză tablet PC), de ex.: HP Slate 2; Microsoft Surface
- Tablete de la alți producători de calculatoare ca de ex. Samsung, Nokia ș.a.
- ASUS - cu o gamă largă de tablete high-end;
- Sony - producătorul japonez a intrat și pe această piață și nu a dezamăgit prin performanțele tabletei Sony Xperia.

## Istoric
În general în sec. al XX-lea au existat multe încercări de construire a unor astfel de dispozitive. Primul precursor spiritual și prototip viabil a fost modelul Dynabook din anul 1968. Din 1988 încoace au apărut computerele cu ecrane senzitive la atingere, care puteau fi deservite numai cu ajutorul acestor ecrane. În anii 2000 compania Microsoft a definitivat dispozitivul numit Tablet PC, care însă era scump și avea o aplicabilitate redusă, neajungând la un succes pe piață.
În aprilie 2010 compania Apple a lansat pe piață modelul iPad, un calculator tabletă axat pe consumul de medii moderne. Această viziune nouă, eficiența și calitatea produsului au făcut ca iPad să atingă încă din prima zi cifre de vânzări respectabile și au făcut din el un nou gen de aparat pentru consumatori.
Nu după multă vreme au apărut pe piață și multe alte modele de calculatoare tabletă, de la diverse companii producătoare, specializate în domeniu.
În anul 2010 piața mondială a PC-urilor tabletă a fost estimată la 17 milioane de unități, din care iPad a avut o cotă de 87,4 %  .
În anul 2015 piața tabletelor este estimată să ajungă la 149 de milioane de unități, cu o valoare de 49 de miliarde de dolari  .